# Мамлютка
Мамлю́тка (каз. Мәмлүт) — город в Казахстане, административный центр Мамлютского района Северо-Казахстанской области. Административный центр и единственный населённый пункт Мамлютской городской администрации. Код КАТО — 595220100.
Железнодорожная станция Мамлютка Южно-Уральской железной дороги.

## История
В 1786 году Мавлют из Тюменского округа с тремя сыновьями Абубакиром, Усманом и Юмашем основал поселение, впоследствии получившее название Мамлютка. 
Мавлют — сын Вагиза прибыл сюда из Шайтановского юрта, река Нерда. Шайтановский юрт находился в 100 км от Уфы. Туда они пришли из Казани. На момент основания поселения Мавлюту был 61 год. 
В конце XIX веке рядом с селением Мамлютка возникла одноимённая станция Западно-Сибирской железной дороги (Челябинск—Обь).
В 1932 году село Мамлютка становится районным центром. В 1940 году отнесён к категории рабочих посёлков.
В 1969 году получает статус города районного подчинения.

## География
Рельеф территории равнинный. Климат резко континентальный. Средняя температура января 18-19°C, июля 18-19°С. Годовое кол-во территория атмосферных осадков 300-350 мм. На территории района более 200 мелких озер (Менгесор, Становое, Ша- галалытениз и др.). Почвы чернозёмные. В период освоения целинных земель значительная часть территории была распахана. Растут ковыль, типчак, полынь, осока, камыш, имеются осино-березовые леса.

## Население
В 1999 году население города составляло 9108 человек (4424 мужчины и 4684 женщины). По данным переписи 2009 года в городе проживали 7478 человек (3554 мужчины и 3924 женщины).
По данным на 1 января 2019 года население города составляло 6866 человек (3307 мужчин и 3559 женщин).

## Известные горожане
В школе-интернате г. Мамлютка четверть века (с 1963 по 1988 гг.) трудился получивший широкую известность успехами своего воспитательного и педагогического опыта народный учитель СССР и заслуженный учитель КазССР, педагог-макаренковец Кубраков, Григорий Максимович.

## Пункт пропуска
Пункт пропуска Мамлютка (железнодорожный) — железнодорожный пункт пропуска на казахстано-российской государственной границе. Открыт постановлением Правительства РК от 03.07.2003 года № 648 «Об утверждении перечня железнодорожных пунктов пропуска на Государственной границе Республики Казахстан», начал свое функционирование с июня 2009 года.
Сопредельный российский пункт пропуска — международный железнодорожный пункт пропуска Петухово.